# Jefferson Sierra
Jefferson Sierra  (n. Manta, Ecuador; 13 de mayo de 1993) es un futbolista ecuatoriano. Juega de defensa y su equipo actual es La Unión de la Segunda Categoría de Ecuador.

## Trayectoria
Jefferso Sierra inició su carrera en el Manta Fútbol Club junto a sus dos hermanos Jerson y Jordan, equipo en el cual estuvo en la Serie A de Ecuador donde pudo debutar en el 2010 donde actuó como juvenil del equipo, dotado de habilidad y velocidad con centros letales para los rivales logró superar la barrera de los 100 partidos con el Manta. En el 2016 con la llegada de Luis Espinel el equipo comenzó una renovación de plantilla, dando espacio a los canteranos, Jefferson pasó ha ser uno de los referentes del club junto a Jorge Palacios y Paolo Ortíz, al ser catalogados jugadores con mayor experiencia y mayor cantidad de partidos.

## Clubes
- Actualizado el 9 de agosto de 2023.

| Club                | País                | Año                 | Partidos | Goles |
| ------------------- | ------------------- | ------------------- | -------- | ----- |
| Manta F. C.         | Ecuador             | 2010-2016           | 102      | 2     |
| Delfín S. C.        | Ecuador             | 2016-2017           | 18       | 0     |
| Manta F. C.         | Ecuador             | 2017                | 10       | 2     |
| Fuerza Amarilla     | Ecuador             | 2018                | 27       | 0     |
| Olmedo              | Ecuador             | 2019                | 18       | 0     |
| La Paz              | Ecuador             | 2020                | 10       | 3     |
| Deportivo Cuenca    | Ecuador             | 2020                | 1        | 0     |
| Cumbayá F. C.       | Ecuador             | 2021                | 12       | 0     |
| Deportivo Quito     | Ecuador             | 2022                | 18       | 1     |
| Manta F. C.         | Ecuador             | 2023                | 20       | 0     |
| La Unión            | Ecuador             | 2023-act.           | 0        | 0     |
| Total en su carrera | Total en su carrera | Total en su carrera | 236      | 8     |

## Palmarés

### Campeonatos provinciales
| Título                      | Club   | País    | Año  |
| --------------------------- | ------ | ------- | ---- |
| Segunda Categoría de Manabí | La Paz | Ecuador | 2020 |

### Campeonatos nacionales
| Título  | Club          | País    | Año  |
| ------- | ------------- | ------- | ---- |
| Serie B | Cumbayá F. C. | Ecuador | 2021 |

- Datos: Q16302154